# 5532 Ichinohe
5532 Ichinohe (1932 CY) là một tiểu hành tinh vành đai chính được phát hiện ngày 14 tháng 2 năm 1932 bởi Reinmuth, K. ở Heidelberg.